# Dolac (župa)
Dolac je rimokatolička župa kod Travnika u Središnjoj Bosni. Pripada travničkom dekanatu Vrhbosanske nadbiskupije.
Župa se prostire s lijeve i desne strane magistralne prometnice između Viteza i Travnika, između Vlašića na sjeveru i Vilenice na jugu. Župna crkva i župna kuća nalaze se u Gornjem Docu koji administrativno pripada Travniku. Čine je naselja Dolac na Lašvi, Brizik, Grahovik, Guvna, Nević Polje, Polje, Putićevo, Slimena i Vilenica koja pripadaju travničkoj općini te Stojkovići u novotravničkoj.
Župa je posvećena Uznesenju Blažene Djevice Marije.

## Povijest
Župa Dolac je najstarija župa Lašvanske doline, a osnovana je 1827. godine nakon što je sjedište tadašnje lašvansko-travničke župe preneseno u Dolac iz Guče Gore. Guča Gora kasnije postaje mjesna kapelanija, a od 1840. je samostalna župa. Od dijelova dolačke župe tijekom 19. stoljeća nastalo je više novih: Ovčarevo, Brajkovići, Vitez, Bučići, Rankovići, Pećine i Travnik te dijelom župa Nova Bila 1974. godine. Zbog toga je nazivaju "majkom svih lašvanskih župa".
Kako u vrijeme osnivanja župe u Docu nije bilo crkve bogoslužje se obavljalo na otvorenom, a kasnije u kapelici. Nakon što su franjevci dobili dopuštenje za gradnju, u rujnu 1853. postavljen je kamen-temeljac, a već sljedeće godine je dovršena gradnja crkve, bez zvonika, pod vodstvom graditelja Ivana Drinovca. Prvi zvonik izgrađen je nakon dolaska austrougarske uprave, a drugi krajem 19. stoljeća. Crkva je tijekom 20. stoljeća više puta dograđivana i obnavljana.  Župna kuća izgrađena je 1902. godine, nakon 1945. komunističke vlasti su u kuću uselili stanare koji su tu živjeli do 1970. godine. Za vrijeme rata 1990-ih, crkva je s orguljama, vitrajima, oltarima i kompletnim interijerom u potpunosti devastirana, a župna kuća je opljačkana i uništena. U sanaciju župne crkve se krenulo 1997. godine kada su sanirani uništeni krov i prozori.
Godine 1988. izgrađena je područna crkva u Putićevu prema projektu B. Borića. Zvonik ove crkve je tijekom rata teško oštećen, a u ožujku 1997. je miniran i srušen. Zvonik je ponovno izgrađen 2015. godine. Druga područna crkva nalazi se na groblju u Gostunju, koja je također oštećena tijekom rata. Kapelice se nalaze u Slimenima, Stojkovićima i Vilenici.
Dugogodišnji župnik je fra Zoran Livančić.

### Broj župljana
U župi Dolac godine 1877. živjelo je 2497 vjernika, a 1935. ovdje živi 2500 župljana. Godine 1975. župa ima 3850 vjernika, a 1991. oko 4200. Kao posljedica ratnih progona i iseljavanja u župi krajem 2016. godine živi 2111 vjernika u 843 obitelji.